# Thirlmere Aqueduct

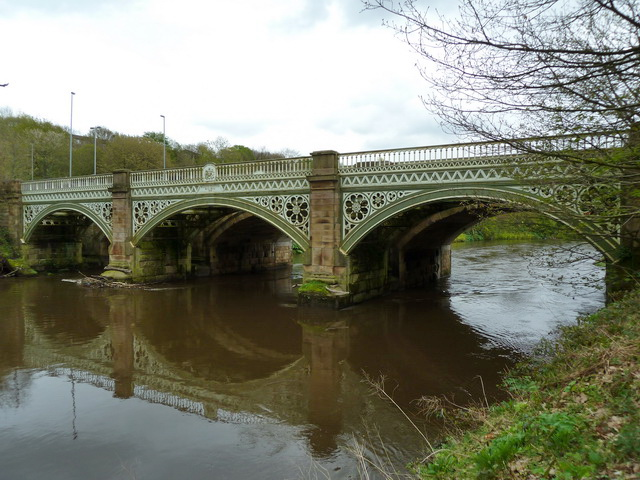
Brücke über den Irwell

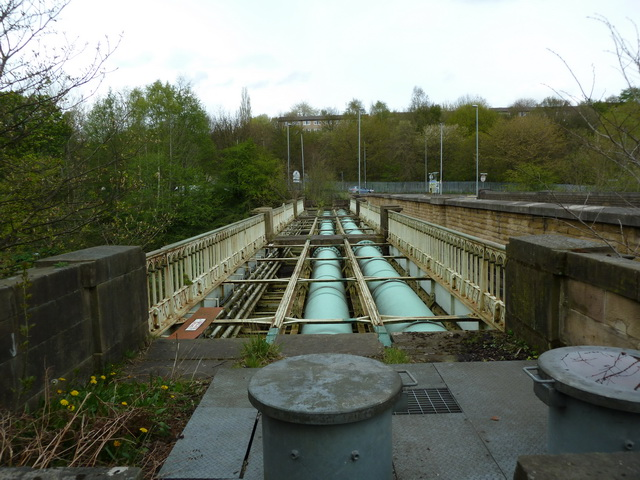
Brücke über den Irwell

Das Thirlmere Aqueduct ist das längste Aquädukt in Großbritannien mit einer Länge von 153 km. Es führt vom Lake District nach Manchester und transportiert bis zu 227 Millionen Liter Wasser am Tag vom Thirlmere Reservoir. Geplant und gebaut wurde es von dem Wasserbauingenieur John Frederic Bateman und seinem Schüler bzw. späteren Partner George Henry Hill im Auftrag der Manchester Corporation Water Works.

## Geschichte
Die Planung für dieses Bauwerk begann 1875. Baubeginn war 1890, nach vier Jahren wurde das Thirlmere Reservoir eröffnet, der komplette Bau dauerte bis 1925. Die Baukosten betrugen 2,2 Millionen Englische Pfund. Manchmal wird das Bauwerk als längster Tunnel der Welt bezeichnet, was aber falsch ist, da der Aquädukt stellenweise auf Brücken Täler, Verkehrswege und andere Gewässer kreuzt. Heute befindet sich das Bauwerk im Besitz von United Utilities.
Die Brücke des Thirlmere Aqueduct über den Fluss Irwell wurde in die Liste der Historischen Bauwerke aufgenommen und als Grade-II-Bauwerk eingestuft.